# Lorenzo Rimkus
Lorenzo Rimkus (Rotterdam, 22 september 1984) is een Nederlands voormalig voetballer met een Surinaamse achtergrond. Hij speelde als centrale middenvelder of linkerflankspeler.

## Loopbaan
Rimkus begon op 5-jarige leeftijd reeds te voetballen bij Sparta. Na een kleine tussenstap in zijn jeugdjaren bij buurclub Feyenoord kwam hij in A-kern van Sparta terecht. Tijdens het seizoen 2001-2002 kwam hij vijfmaal aan de aftrap onder de toen nog onervaren trainer Frank Rijkaard. Hij maakte zijn debuut in het Nederlandse betaalde voetbal op 5 april 2002 in de competitiewedstrijd FC Twente-Sparta (2-0), toen hij na 69 minuten inviel voor Dave van der Meer.
Sparta degradeerde echter maar Rimkus besloot te blijven ondanks belangstelling van clubs in binnen en buitenland. Een goede zet want in de volgende drie seizoenen was hij regelmatig basisspeler. Een ernstige enkelblessure weerhield hem echter van een vaste basisplaats.
Na het seizoen 2004-2005 liep Rimkus' contract af. Na een te laat voorstel tot contractverlenging ging hij voetballen bij FC Den Bosch. Hier werd hij een vaste titularis en speelde twee sterke seizoenen. Tijdens de zomer van 2007 kwam er interesse van reeksgenoot RKC Waalwijk en Belgische eersteklasser K. Lierse SK. Rimkus koos voor Lierse, hoewel de club net voor de overeenkomst degradeerde naar tweede klasse.
Aanvankelijk was het verblijf bij Lierse niet gemakkelijk. De club had te lijden onder de financiële problemen en Rimkus was daardoor niet speelgerechtigd. Na de winterstop waren die problemen echter van de baan en kon Rimkus zijn debuut maken. Na drie seizoenen bij Lierse verliep het contract van Rimkus. Hij verhuisde toen naar het Nederlandse Topklasse team ARC.
In 2012 speelde hij in Indonesië voor PSIM Jogjakarta.

## Clubstatistieken
| Seizoen                                               | Club            | Competitie     | Duels | Goals |
| ----------------------------------------------------- | --------------- | -------------- | ----- | ----- |
| 2001/02                                               | Sparta          | Eredivisie     | 5     | 0     |
| 2002/03                                               | Sparta          | Eerste divisie | 20    | 0     |
| 2003/04                                               | Sparta          | Eerste divisie | 29    | 1     |
| 2004/05                                               | Sparta          | Eerste divisie | 14    | 0     |
| 2005/06                                               | FC Den Bosch    | Eerste divisie | 27    | 0     |
| 2006/07                                               | FC Den Bosch    | Eerste divisie | 23    | 0     |
| 2007/08                                               | K. Lierse SK    | Exqi League    | 14    | 3     |
| 2008/09                                               | K. Lierse SK    | Exqi League    | 10    | 1     |
| 2008/09                                               | Kv Turnhout     | Exqi League    | 16    | 5     |
| 2009/10                                               | Kv Turnhout     | Exqi League    | 20    | 4     |
| 2010/11                                               | Arc             | Topklasse      | 25    | 1     |
| 2011/12                                               | ARC             | Topklasse      | 17    | 1     |
| 2012                                                  | PSIM Yogyakarta |                | 17    | 6     |
| Totaal                                                | Totaal          | Totaal         | 237   | 22    |
| Tabel voor het laatst bijgewerkt op 30 november 2012. |                 |                |       |       |